# فیصل قاسم
فیصل قاسم (عربی: فيصل القاسم؛ زادهٔ ۳ ژوئن ۱۹۶۱) روزنامه‌نگار و مجری برنامه The Opposite Direction (به عربی: الاتجاه المعاکس) در شبکه تلویزیونی الجزیره است. وی سوری-بریتانیایی است.